# Loggchina
Loggchina – gewog w dystrykcie Czʽukʽa, w Bhutanie. Według danych z 2017 roku liczył 2694 mieszkańców.